# Агні Парфене
Агні Парфене (грец. Αγνή Παρθένε) — нелітургійний гімн, написаний свт. Нектарієм Егінським (1846—1920), та внесений до Феотокаріону (Книга гімнів на прославу Матері Божої). Інколи виконується на православному богослужінні (перед Причастям), та під час відправи вечірні.
Відомий також як Радуйся, Невісто неневісная.

## Грецький текст
- У Вікіджерелах є Αγνή Παρθένε

| Оригінал | Транслітерація |
| --- | --- |
| Ἁγνὴ Παρθένε Δέσποινα, ἄχραντε Θεοτόκε, [Χαῖρε νύμφη ἀνύμφευτε] Παρθένε μήτηρ ἄνασσα, πανένδροσέ τε πόκε. [Χαῖρε...] Ὑψηλοτέρα οὐρανῶν ἀκτίνων λαμπροτέρα, [Χαῖρε...] Χαρὰ παρθενικῶν χορῶν ἀγγέλων ὑπερτέρα. [Χαῖρε...] Ἐκλαμπροτέρα οὐρανῶν, φωτὸς καθαρωτέρα, [Χαῖρε...] Τῶν οὐρανίων στρατιῶν, πασῶν ἁγιωτέρα. [Χαῖρε...] Μαρία ἀειπάρθενε κόσμου παντὸς Κυρία, [Χαῖρε...] Ἄχραντε νύμφη πάναγνε, Δέσποινα Παναγία. [Χαῖρε...] Μαρία νύμφη ἄνασσα, χαρᾶς ἡμῶν αἰτία, [Χαῖρε...] Κόρη σεμνή, Βασίλισσα, Μήτηρ ὑπεραγία. [Χαῖρε...] Τιμιωτέρα Χερουβίμ, ὑπερενδοξοτέρα, [Χαῖρε...] Τῶν ἀσωμάτων Σεραφίμ, τῶν θρόνων ὑπερτέρα. [Χαῖρε...] Χαῖρε τὸ ᾆσμα Χερουβίμ, χαῖρε ὕμνος ἀγγέλων, [Χαῖρε...] Χαῖρε ᾠδὴ τῶν Σεραφίμ, χαρὰ τῶν ἀρχαγγέλων. [Χαῖρε...] Χαῖρε εἰρήνη καὶ χαρά, λιμὴν τῆς σωτηρίας, [Χαῖρε...] Παστὰς τοῦ Λόγου ἱερά, ἄνθος τῆς ἀφθαρσίας. [Χαῖρε...] Χαῖρε παράδεισε τρυφῆς, ζωῆς τε αἰωνίας. [Χαῖρε...] Χαῖρε τὸ ξύλον τῆς ζωῆς, πηγὴ ἀθανασίας. [Χαῖρε...] Σὲ ἱκετεύω Δέσποινα, σὲ νῦν ἐπικαλοῦμαι. [Χαῖρε...] Σὲ δυσωπῶ Παντάνασσα, σὴν χάριν ἐξαιτοῦμαι. [Χαῖρε...] Κόρη σεμνὴ καὶ ἄσπιλε, Δέσποινα Παναγία, [Χαῖρε...] Θερμῶς ἐπικαλοῦμαί σε, ναὲ ἡγιασμένε. [Χαῖρε...] Ἀντιλαβοῦ μου, ῥῦσαί με ἀπὸ τοῦ πολεμίου [Χαῖρε...] Καὶ κληρονόμον δεῖξόν με ζωῆς τῆς αἰωνίου. [Χαῖρε...] | Agní Parthéne Déspina, Áhrante Theotóke, [Hére Nímfi Anímfefte] Parthéne Mítir Ánassa, Panéndrosé te póke. [Hére…] Ipsilotéra Uranón, aktínon lamprotéra, [Hére…] Hará parthenikón horón, angélon ipertéra, [Hére…] Eklamprotéra uranón fotós katharotéra, [Hére…] Tón Uraníon stratión pasón agiotéra. [Hére…] María Aiparthéne kósmu pantós Kiría, [Hére…] Áhrante Nímfi Pánagne Déspina Panagía. [Hére…] María Nímfi Ánassa, harás imón etía, [Hére…] Korí semní Vasílissa, Mítir iperagía. [Hére…] Timiótera Heruvím, iperendoxotéra, [Hére…] Tón asomáton Serafím, tón Thrónon ipertéra. [Hére…] Hére to ásma Heruvím, hére ímnos angélon, [Hére…] Hére odí tón Serafím, Hará tón Arhangélon. [Hére…] Hére iríni ke hará, limín tis sotirías, [Hére…] Pastás tu Lógu ierá, ánthos tis aftharsías. [Hére…] Hére Parádise trifís, zoís te eonías, [Hére…] Hére to xílon tis zoís, pigí athanasías. [Hére…] Se iketévo Despina, Se nin epikalúme, [Hére…] Se disopó Pantánassa, Sin hárin exetúme. [Hére…] Korí semní ke áspile, Despína Panagía, [Hére…] Thermós epikalúme Se, Naé igiasméne. [Hére…] Antilavú mu, ríse me, apó tú polemíu, [Hére…] Ke klíronomon díxon me, zoís tis eoníu. [Hére…] |

## Український переклад[1]
Чиста Діво Госпоже, Нескверна Богородице, Радуйся, Невісто Неневісная.
Діво Мати Царице, і руно сповна зрошене, Радуйся, Невісто Неневісная.
Вища від небес, від променів світліша, Радуйся, Невісто Неневісная.
Хорів дівочих радосте, від ангелів могутніша, Радуйся, Невісто Неневісная.
Від небес сяйливіша, за світло чистіша, Радуйся, Невісто Неневісная.
Від небесних сил, за всіх святіша, Радуйся, Невісто Неневісная.
Маріє завжди Діво, всього світу Господине, Радуйся, Невісто Неневісная.
Нескверна Наречена чистіша від усіх, Госпоже у всім свята, Радуйся, Невісто Неневісная.
Маріє Царице Наречена, нашої радості причино, Радуйся, Невісто Неневісная.
Посвячена Діво Володарице, святіша над все Мати, Радуйся, Невісто Неневісная.
Від Херувимів чистіша, від усіх славніша, Радуйся, Невісто Неневісная.
Від безтілесних Серафимів, від Престолів вища, Радуйся, Невісто Неневісная.
Радуйся, пісне Херувим, радуйся, співе ангельський,  Радуйся, Невісто Неневісная.
Радуйся, пісне Серафим, радосте архангельська, Радуйся, Невісто Неневісная. 
Радуйся, мире та втіхо, радуйся, пристане спасіння, Радуйся, Невісто Неневісная.
Чертоже Слова священний, цвіте нетління, Радуйся, Невісто Неневісная.
Радуйся, Раю насолоди і вічного життя,Радуйся, Невісто Неневісная.
Радуйся, дерево життя, джерело безсмертя, Радуйся, Невісто Неневісная.
Тебе благаю, Госпоже, Тебе тепер я кличу, Радуйся, Невісто Неневісная.
Тебе страшуся, Царице всіх, Твоєї милості прошу, Радуйся, Невісто Неневісная.
Посвячена Діво й непорочна, Госпоже в усім свята, Радуйся, Невісто Неневісная.
Тепло прошу Тебе, Храме освячений, Радуйся,Радуйся, Невісто Неневісная.
Ізбав мене, визволи мене від супротивника,Радуйся, Невісто Неневісная.
І спадкоємцем яви мене вічного життя,Радуйся, Невісто Неневісная.

### Церковнослов'янський текст (Українська вимова)
Маріє, Діво Чистая, Пресвятая Богородице;
Радуйся, Невісто неневістная.
Царице, Мати, Діво, Руно всепокривающеє;
Радуйся, Невісто неневістная.
Превишшая Небесних сил, Нетварноє Сіяніє;
Радуйся, Невісто неневістная.
Ликов дівичих радосте і Ангелов превишшая;
Радуйся, Невісто неневістная.
Небес Честная Сило і Світе паче всіх світов;
Радуйся, Невісто неневістная.
Честнійшая Владичице всіх Небесних воїнств;
Радуйся, Невісто неневістная.
Всіх праотцев Надеждо, Пророков Ісполненіє;
Радуйся, Невісто неневістная.
В подвизіх Ти помоще, Кивоте Бога Слова,
Радуйся, Невісто неневістная.
Ти дівам Ликованіє і матерем Отрадо;
Радуйся, Невісто неневістная.
Ціломудрія Наставнице, душ наших Очищеніє;
Радуйся, Невісто неневістная.
Покрове, ширший облака, і страждущих пристанище;
Радуйся, Невісто неневістная.
Немощних Покров і Заступнице, Надеждо ненадежних;
Радуйся, Невісто неневістная.
Маріє, Мати Христа, Істиннаго Бога;
Радуйся, Невісто неневістная.
Ааронов Жезле прозябший, Сосуде тихой радости;
Радуйся, Невісто неневістная.
Всіх сирих і вдов Утішеніє, в бідах і скорбіх Помоще;
Радуйся, Невісто неневістная.
Священная і Непорочная, Владичице всепітая;
Радуйся, Невісто неневістная.
Приклони ко мні милосердіє Божественнаго Сина;
Радуйся, Невісто неневістная.
Ходатайце спасенія, припадая, взиваю Ти:
Радуйся, Невісто неневістная.
- Зразок співу у виконанні хору братії Свято-Успенської Унівської Лаври [Архівовано 7 травня 2020 у Wayback Machine.]

### Текст на церковнослов'янській мові
Текст поданий російською абеткою, відповідно до вимови.
Марие, Дево Чистая / Агни Парфене
Марие, Дево Чистая, Пресвятая Богородице,
Радуйся, Невесто Неневестная.
Царице, Мати Дево, Руно, всех покрывающее,
Радуйся, Невесто Неневестная.
Превысшая Небесных Сил, нетварное сияние,
Радуйся, Невесто Неневестная.
Ликов девичьих Радосте и Ангелов Превысшая,
Радуйся, Невесто Неневестная.
Небес Честная Сило и Свете, паче всех светов,
Радуйся, Невесто Неневестная.
Честнейшая Владычице всех Небесных Воинств,
Радуйся, Невесто Неневестная.
Всех Праотцев Надеждо, пророков Исполнение,
Радуйся, Невесто Неневестная.
В подвизех Ты помоще, Кивоте Бога Слова,
Радуйся, Невесто Неневестная.
И девам Ликование, и матерем Отрадо,
Радуйся, Невесто Неневестная.
Целомудрия Наставнице, душ наших Очищение,
Радуйся, Невесто Неневестная.
Покрове, ширший облака, и страждущих Пристанище,
Радуйся, Невесто Неневестная.
Немощных Покров и Заступнице, Надеждо ненадежных,
Радуйся, Невесто Неневестная.
Марие, Мати Христа, Истинного Бога,
Радуйся, Невесто Неневестная.
Ааронов Жезле прозябший, Сосуде тихой радости,
Радуйся, Невесто Неневестная.
Всех сирых и вдов Утешение, в бедах и скорбех помоще,
Радуйся, Невесто Неневестная.
Священная и Непорочная Владычице Всепетая,
Радуйся, Невесто Неневестная.
Приклони ко мне милосердие Божественного Сына,
Радуйся, Невесто Неневестная.
Ходатайце спасения, припадая, взываю Ти:
Радуйся, Невесто Неневестная.

## Переклади російською

### Дослівний переклад
Чистая Дева, Владычице, нескверная Богородице,

Дево, Мати Царице и всеорошенное руно.

Превысшая небес, [солнечных] лучей светлейшая,

Радосте девственных ликов, ангелов превышняя.

Просиявшая паче небес, света чистейшая.

Всех небесных воинств святейшая.

Марие Приснодево, Госпоже всего мира,

Нескверная Невесто всечистая, Владычице Всесвятая.

Марие невесто Властитильнице, причина нашей радости,

Дево святая, Царице, Мати пресвятая,

Честнейшая Херувим, препрославленнейшая,

Бесплотных Серафим, Престолов превышняя.

Радуйся, пение Херувимов, радуйся [хвалебная] песнь ангелов,

Радуйся, песнь Серафимов, радование архангелов.

Радуйся, мире и радосте, пристань спасения.

Чертоже Слова священный, цвете нетления.

Радуйся, Раю сладости и жизни вечныя.

Радуйся, древо живота, источниче бессмертия.

Тебя молю, Владычице, Тя ныне призываю.

На Тебя взираю со стыдом/страхом, Твоея милости взыскую.

Дево святая и нескверная, Владычица Всесвятая,

Тепле взываю к Тебе, Храме освященный.

Вступись за меня, избавь меня от врага

И наследника покажи мя жизни вечной.

### Валаамський текст
Марие, Дево Чистая, Пресвятая Богородице,

Радуйся, Невесто неневестная.

Царице Мати Дево, Руно всепокрывающее,

Радуйся, Невесто неневестная.

Превысшая Небесных Сил, Нетварное Сияние.

Радуйся, Невесто неневестная.

Лико́в девичьих Радосте, и Ангелов Превысшая,

Радуйся, Невесто неневестная.

Небес Честна́я Сило, и Свете паче все свето́в,

Радуйся, Невесто неневестная.

Честнейшая Владычице всех Небесных Воинств,

Радуйся, Невесто неневестная.

Всех праотцев Надеждо, пророков Исполнение,

Радуйся, Невесто неневестная.

В подвизех Ты — Помоще, Кивоте Бога Слова,

Радуйся, Невесто неневестная.

И девам — Ликование, и матерем — Отрадо,

Радуйся, Невесто неневестная.

Целомудрия Наставнице, душ наших Очищение,

Радуйся, Невесто неневестная.

Покрове, ширший облака, и страждущих Пристанище,

Радуйся, Невесто неневестная.

Немощных Покров и Заступнице, Надеждо ненадежных,

Радуйся, Невесто неневестная.

Марие, Мати Христа — Истиннаго Бога,

Радуйся, Невесто неневестная.

Ааронов Жезле Прозябший, Сосуде тихой радости,

Радуйся, Невесто неневестная.

Всех сирых и вдов Утешение, в бедах и скорбех — Помоще,

Радуйся, Невесто неневестная.

Священная и Непорочная, Владычице Всепетая,

Радуйся, Невесто неневестная.

Приклони ко мне милосердие Божественнаго Сына,

Радуйся, Невесто неневестная.

Ходатайце спасения, припадая взываю Ти:

Радуйся, Невесто неневестная.

### Переклад І. Болдишевої
1. Владычице Пречистая, Царице, Мати Божія:
Святая Дѣво чистая, руно, росу пріимшее:
Небесъ свѣтлѣйшихъ высшая, самихъ лучей свѣтлѣйшая:
Дѣвичьихъ ликовъ радосте, безплотныхъ силъ святѣйшая:
Небесныхъ высей свѣтлая, Всевышняго селеніе:
Маріе приснохвальная, Владычице всепѣтая:
2. Подательнице кроткая надежды и покрова:
Чертоже приснодѣвственный, кивоте Бога Слова:
Отроковице тихая, виновнице спасенія:
Благоуханный цвѣте пречистѣйшаго дѣвства:
О славнѣйшая серафимъ, и херувимъ честнѣйшая:
Премірныхъ ликовъ ангельскихъ восторгъ и удивленіе:
3. Ты предстоиши Сыну у самаго Престола:
Твоей взыскую милости, Родительнице Слова:
О древо жизни вѣчныя, о Дѣво, Матерь Славы:
Молю Тя тепле, Чистую, Преосвященный Храме:
Очисти мя, избави мя грѣховныя пучины:
Вручи мя милосердію Божественнаго Сына:
Радуйся, Невѣсто неневѣстная.

## Англійський текст

### Американський варіант
O Virgin Pure
by St. Nectarios
Plagal First Tone (Tone 5)
Refrain: Rejoice, O Bride Unwedded!
O Virgin pure, immaculate/ O Lady Theotokos
O Virgin Mother, Queen of all/ and fleece which is all dewy
More radiant than the rays of sun/ and higher than the heavens
Delight of virgin choruses/ superior to Angels.
Much brighter than the firmament/ and purer than the sun's light
More holy than the multitude/ of all the heav'nly armies.
Rejoice, O Bride Unwedded! 
O Ever Virgin Mary/ of all the world, the Lady
O bride all pure, immaculate/ O Lady Panagia
O Mary bride and Queen of all/ our cause of jubilation
Majestic maiden, Queen of all/ O our most holy Mother
More hon'rable than Cherubim/ beyond compare more glorious
than immaterial Seraphim/ and greater than angelic thrones.
Rejoice, O Bride Unwedded!
Rejoice, O song of Cherubim/ Rejoice, O hymn of angels
Rejoice, O ode of Seraphim/ the joy of the archangels
Rejoice, O peace and happiness/ the harbor of salvation
O sacred chamber of the Word/ flow'r of incorruption
Rejoice, delightful paradise/ of blessed life eternal
Rejoice, O wood and tree of life/ the fount of immortality.
Rejoice, O Bride Unwedded!
I supplicate you, Lady/ now do I call upon you
And I beseech you, Queen of all/ I beg of you your favor
Majestic maiden, spotless one/ O Lady Panagia
I call upon you fervently/ O sacred, hallowed temple
Assist me and deliver me/ protect me from the enemy
And make me an inheritor/ of blessed life eternal.
Rejoice, O Bride Unwedded!
(Наспів і переклад Holy Nativity Convent, Саксонбург, Пенсильванія ,США) 
http://www.serfes.org/spiritual/november1999.htm [Архівовано 12 лютого 2007 у Wayback Machine.]

### Варіант у виконанні ортодоксів
O PURE VIRGIN
by Saint Nektarios of Aegina
(Tone 5)
(A)	O pure and virgin Lady / O spotless Theotokos: Rejoice, O unwedded Bride!
			O virgin Queen and Mother / O dewy fleece most sacred: Rejoice, O unwedded Bride! 
(B) 	O height transcending heaven above / O beam of light most radiant: Rejoice, O unwedded Bride! 
				O joy of chaste and virgin maids / surpassing all the angels: Rejoice, O unwedded Bride! 
(C) 	O brilliant light of heaven above / most clear and most radiant: Rejoice, O unwedded Bride! 
				Commanding chief of heavenly hosts / O holiest of holies: Rejoice, O unwedded Bride! 
(A)	O ever-virgin Mary / O Mistress of creation: Rejoice, O unwedded Bride! 
				O Bride all-pure and spotless / O Lady all-holy: Rejoice, O unwedded Bride! 
(B) 	O holy Mary, Bride and Queen / O cause of our rejoicing: Rejoice, O unwedded Bride! 
				O Maiden Queen most hon'rable / O Mother most holy: Rejoice, O unwedded Bride!
(C)	 More precious than the Cherubim / more glorious than the Seraphim: Rejoice, O unwedded Bride! 
				Surpassing Principalities / Dominions, Thrones and Powers: Rejoice, O unwedded Bride! 
(A)	Rejoice, song of the Cherubim / rejoice, hymn of the angels: Rejoice, O unwedded Bride! 
				Rejoice, ode of the Seraphim / and joy of the Archangels: Rejoice, O unwedded Bride! 
(B) 	Rejoice, O peace; rejoice, O joy / and haven of salvation: Rejoice, O unwedded Bride! 
				O bridal chamber of the Word / unfading, fragrant blossom: Rejoice, O unwedded Bride! 
(C)	 Rejoice, delight of paradise / rejoice, life everlasting: Rejoice, O unwedded Bride! 
				Rejoice, O holy tree of life / and fount of immortality: Rejoice, O unwedded Bride! 
(A)	I supplicate thee, Lady / I humbly call upon thee; Rejoice, O unwedded Bride! 
				O Queen of all I beg thee / to grant me thy favor: Rejoice, O unwedded Bride! 
(B)		O spotless and most honored maid / O Lady all-holy: Rejoice, O unwedded Bride! 
				I call upon thee fervently / thou temple most holy: Rejoice, O unwedded Bride! 
(C)		O thou my help deliver me / from harm and all adversity: Rejoice, O unwedded Bride! 
				And by thy prayers show me to be / an heir of immortality: Rejoice, O unwedded Bride!

## Варіант з метричним записом
(A, B, and C посилаються на три різні мелодії)
(A) O pure and virgin Lady,/ O spotless Theotokos: Rejoice, O unwedded Bride!
O Virgin Queen and Mother/ O dewy fleece most sacred:/ Rejoice, O unwedded Bride!
(B) O height transcending heaven above/ O beam of light most radiant:/ Rejoice, O unwedded Bride!
O joy of chaste and virgin maids/ surpassing all the angels:/ Rejoice, O unwedded Bride!
(C) O brilliant light of heaven above/ most clear and most radiant: / Rejoice, O unwedded Bride!
Commanding chief of heavenly hosts/ O holiest of holies/ Rejoice, O unwedded Bride!
(A) O ever-virgin Mary/ O Mistress of creation:/ Rejoice, O unwedded Bride!
O Bride all-pure and spotless/ O Lady all-holy:/ Rejoice, O unwedded Bride!
(B) O holy Mary, Bride and Queen/ and cause of our rejoicing/ Rejoice, O unwedded Bride!
O Maiden Queen most hon'rable/ O Mother most holy/ Rejoice, O unwedded Bride!
(C) More precious than the cherubim/ more glorious than the seraphim:/ Rejoice, O unwedded Bride!
Surpassing principalities/ dominions, thrones and powers:/ Rejoice, O unwedded Bride!
(A) Rejoice, song of the cherubim/ Rejoice, hymn of the angels:/ Rejoice, O unwedded Bride!
Rejoice, ode of the seraphim/ and joy of the archangels:/ Rejoice, O unwedded Bride!
(B) Rejoice, o peace; Rejoice, o joy/ and haven of salvation: Rejoice, O unwedded Bride!
O bridal chamber of the Word/ unfading, fragrant blossom:/ Rejoice, O unwedded Bride!
(C) Rejoice, delight of paradise/ Rejoice, life everlasting:/ Rejoice, O unwedded Bride!
Rejoice, o holy tree of life/ and fount of immortality:/ Rejoice, O unwedded Bride!
(A) I supplicate thee, Lady/ I humbly call upon thee:/ Rejoice, O unwedded Bride!
O Queen of all, I beg thee/ to grant me thy favor:/ Rejoice, O unwedded Bride!
(B) O spotless and most honored maid/ O Lady all holy:/ Rejoice, O unwedded Bride!
I call upon thee fervently/ thou temple most holy:/ Rejoice, O unwedded Bride!
(C) O thou my help, deliver me/ from harm and all adversity:/ Rejoice, O unwedded Bride!
And by thy prayers show me to be/ an heir of immortality:/ Rejoice, O unwedded Bride!

## Сербський текст
Чиста Дјево Владичице, непорочна Богородице,
Радуј се, Невесто Неневесна!
Мати Дјево Господарко, под чијим смо сви окриљем,
Радуј се, Невесто Неневесна!
Од сила Небеских виша си, од зрака сунца сјајнија,
Радуј се, Невесто Неневесна!
Радости хорова девојачких, од анђела узвишенија,
Радуј се, Невесто Неневесна!
Од небеса си сјајнија, од светлости чистија,
Радуј се, Невесто Неневесна!
Од свих сила анђелских Ти си светија,
Радуј се, Невесто Неневесна!
Маријо, увек Дјево, Господарко Света,
Радуј се, Невесто Неневесна!
Непорочна Невесто, свечиста Госпођо Пресвета,
Радуј се, Невесто Неневесна!
Маријо Невесто Господарко, Изворе наше радости,
Радуј се, Невесто Неневесна!
Девојко смерна Царице, Пресвета Мајко,
Радуј се, Невесто Неневесна!
Од Херувима часнија, од Серафима славнија,
Радуј се, Невесто Неневесна!
Од бестелесних небеских сила узвишенија,
Радуј се, Невесто Неневесна!
Преклињем Те, Владичице, Тебе сада призивам,
Радуј се, Невесто Неневесна!
Теби се клањам, Свевладарко, Твоју милост тражим,
Радуј се, Невесто Неневесна!
Девојко смерна, Пречиста, Владичице Пресвета,
Радуј се, Невесто Неневесна!
Тебе призивам усрдно, о Храме освећени,
Радуј се, Невесто Неневесна!
Заштити ме и избави од непријатеља,
Радуј се, Невесто Неневесна!
Покажи ме наследником Вечнога Живота,
Радуј се, Невесто Неневесна!
(Джерело https://web.archive.org/web/20110917033920/http://www.molitvenik.in.rs/raduj_se_Nevesto/raduj_se_Nevesto_srpski2.html)
- Зразок співу

## Чеський текст
"Čistá Panno"
Sv. Nektarios Eginský
Čistá Panno a Vládkyně, přesvatá Bohorodičko
Raduj se Nevěsto nesnoubená
Rouno milostí orosené, Panno, Matko a Královno
Raduj se Nevěsto nesnoubená
Na nebesích jsi vyvýšená, nad záři slunce jasnější
Raduj se Nevěsto nesnoubená
Radosti sborů panenských, nad anděly jsi ctěnější
Raduj se Nevěsto nesnoubená
Nad oblohu jsi skvostnější, nad její světlo čistější
Raduj se Nevěsto nesnoubená
Vládneš nad šiky nebeskými, ty jsi svatá nad svatými
Raduj se Nevěsto nesnoubená
Marie, provždy Panno, Paní celého světa
Raduj se Nevěsto nesnoubená
Neposkvrněná Nevěsto a Panovnice přesvatá
Raduj se Nevěsto nesnoubená
Marie, Nevěsto i Paní, radosti naší příčino
Raduj se Nevěsto nesnoubená
Marie Matko i Panno, Dívko i ctnostná Královno
Raduj se Nevěsto nesnoubená
Nad netělesné cherubíny bez přirovnání ctěnější
Raduj se Nevěsto nesnoubená
Nad nebeské trůny vznešenější, nad serafíny slavnější
Raduj se Nevěsto nesnoubená
Vesel se písni cherubů, raduj se hymne andělů
Raduj se Nevěsto nesnoubená
Vesel se písni serafů, raduj se štěstí archandělů
Raduj se Nevěsto nesnoubená
Vesel se pokoji, radosti a spasitelný přístave
Raduj se Nevěsto nesnoubená
Božího Slova klenotnice a věčně kvetoucí růže
Raduj se Nevěsto nesnoubená
Vesel se, rajská zahrado, věčného žití hojnosti
Raduj se Nevěsto nesnoubená
Vesel se, strome života, prameni nesmrtelnosti
Raduj se Nevěsto nesnoubená
Tobě se klaním Královno a s pokorou tě vzývám
Raduj se Nevěsto nesnoubená
O milost tvou tě nyní prosím a s úctou tobě zpívám
Raduj se Nevěsto nesnoubená
Dívko vznešená, Panovnice, hlubino svaté naděje
Raduj se Nevěsto nesnoubená
Vroucně tě vzývám, orodovnice a posvěcený chráme
Raduj se Nevěsto nesnoubená
Ujmi se mne má ochránkyně a zachraň mne od zlého
Raduj se Nevěsto nesnoubená
Zastaň se mne má přímluvkyně, doveď do žití věčného
Raduj se Nevěsto nesnoubená

## Румунський текст
A
Fecioara Maica Maria
Stapana Imparateasa
Pe tine te fericim
Curata fiica din Adam
Parfum de floare aleasa
Pe tine te fericim
B
Aleasa fiica de imparat
Fecioara nenuntita
Pe tine te fericim
Smerenia te-a ridicat
Si te-a facut slavita
Pe tine te fericim
C
Mai sus de ceruri te-ai suit
Prin nasterea straina
Pe tine te fericim
Pe heruvimi ai covarsit
In cinste si lumina
Pe tine te fericim
A
Si serafimii in zborul lor
La slava ta cu dor privesc
Pe tine te fericim
Arhanghelii si ceata lor
De frumusetea ta doresc
Pe tine te fericim
B
Cantarea heruvimilor
Spre tine se indreapta
Pe tine te fericim
Iar ceata serafimilor
In ode se desfata
Pe tine te fericim
C
Arhanghelii neincetat
Cu toate ostile ceresti
Pe tine te fericim
In dorul lor nesaturat
Din lauda nu se opresc
Pe tine te fericim
A
Esti bucuria cetelor
De ingeri laudata
Pe tine te fericim
Esti pacea si sfintitul dor
A sfintilor curata
Pe tine te fericim
B
Esti mangaierea tuturor
Ce tie se inchina
Pe tine te fericim
Esti Maica ortodocsilor
Si-a lor nadejde buna
Pe tine te fericim
C
A randuielilor ceresti
Stapana mult cantata
Pe tine te fericim
Esti si a celor pamantesti
Scapare intemeiata
Pe tine te fericim
A
Din aurorile ceresti
Faclie luminata
Pe tine te fericim
Si noua ne impartasesti
Lumina cea curata
Pe tine te fericim
B
Potir sfintit ce daruiesti
Izvor de nemurire
Pe tine te fericim
Adapa-ne pe noi cei rai
Cu vesnica-ti iubire
Pe tine te fericim
C
Si ne hraneste neincetat
Cu painea de viata
Pe tine te fericim
Ce dintru tine s-a luat
Fecioara prea curata
Pe tine te fericim
A
O, Maica fara de pacat
Balsam de mangaiere
Pe tine te fericim
Ne fi celor ce-am apucat
cararea spre Inviere
Pe tine te fericim
B
Fecioara Maica te avem
Liman de mantuire
Pe tine te fericim
Si bucurie si indemn
Si cale de suire
Pe tine te fericim
C
Bucura-te roza de mai
Si floarea curatiei
Pe tine te fericim
Bucura-te sfintite Rai
Salasul fecioriei
Pe tine te fericim
A
Mireasa sfanta al tau dor
Ne umple de iubire
Pe tine te fericim
Si ni se face tuturor
Urcus spre Imparatie
Pe tine te fericim
B
Fecioara, acoperamant
A lumii intregi Stapana
Pe tine te fericim
Pazeste al nostru sfant pamant
Si vatra si gradina
Pe tine te fericim
C
Si cu caldura te rugam
Stapana prea sfintita
Pe tine te fericim
Pazeste-ne, te imploram,
De-a celui rau ispita
Pe tine te fericim
A
Ne apara si te pazim
Si turn de aparare
Pe tine te fericim
Si calauza celora
Ce-n tine-si-au scapare
Pe tine te fericim
B
Si Imparatia lui Hristos
Ne-o da ca mostenire
Pe tine te fericim
Ca sa-ti aducem ca prinos
A noastra multumire
Pe tine te fericim
C
Si sa-ti cantam neincetat
Cantarea ta-n vecie
Pe tine te fericim
Cuvine-se cu adevarat
Sa te slavim Marie
Pe tine te fericïm

## В літературі
- «Агни Парфене» — роман Світлани Полякової (2007).